# 뉴델리역

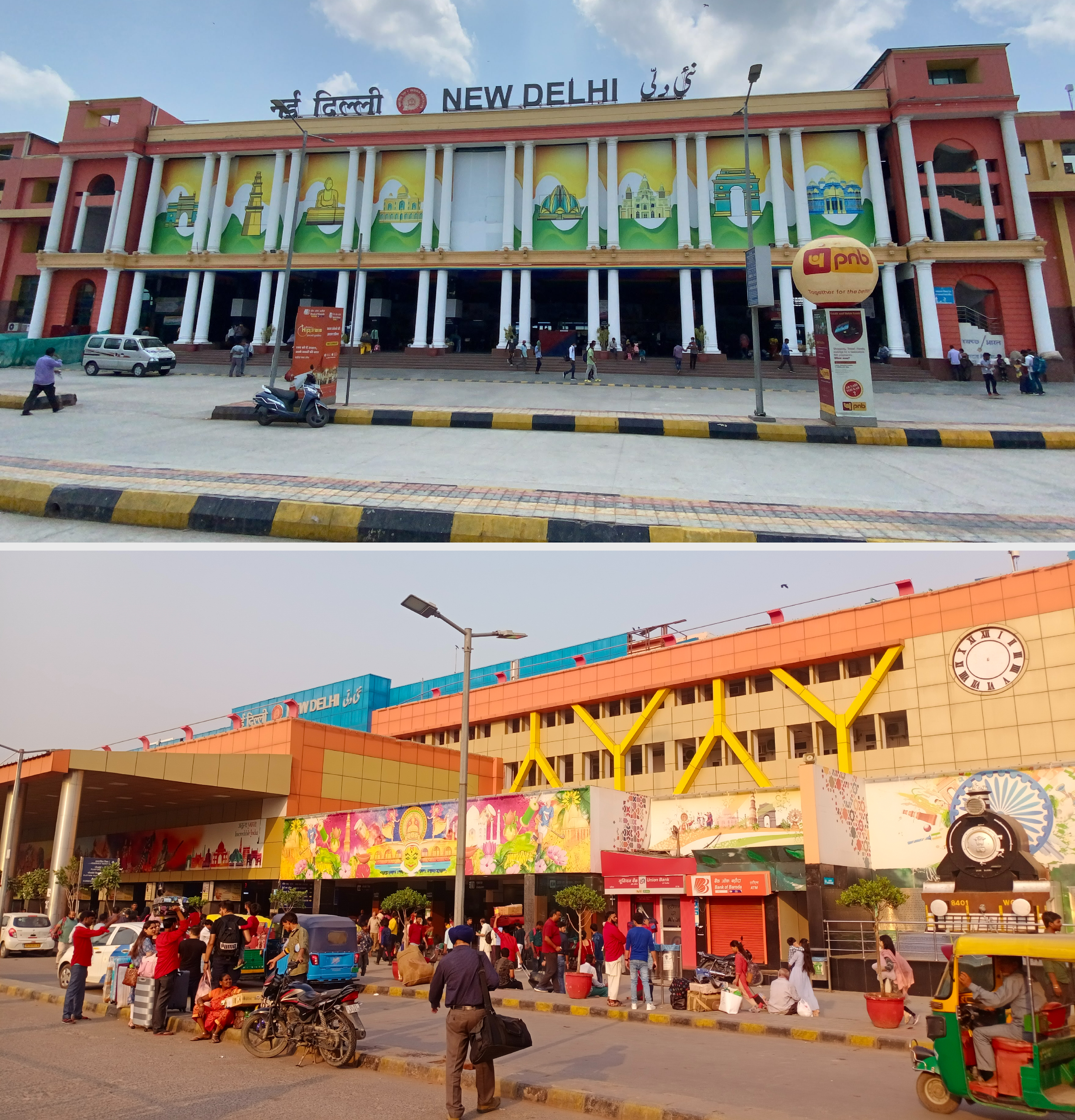

뉴델리역(New Delhi railway station, 역 코드: NDLS)은 인도 수도 뉴델리의 주요 철도 허브이며 인도 철도의 필수적인 부분이다. 코노트 플레이스에서 북쪽으로 약 2km 떨어진 센트럴 델리에 위치한 이 역은 파하르간지(1번 플랫폼)와 아즈메리 게이트(16번 플랫폼)에 입구가 있는 16개의 플랫폼을 갖추고 있다. 인도에서 가장 바쁜 기차역 중 하나로, 매일 많은 열차와 상당한 승객 교통량을 처리한다.
1950년대까지 올드 델리 기차역은 델리의 주요 기차역 역할을 했다. 뉴델리 기차역은 1956년에 공식적으로 개장했으며 단일 플랫폼을 자랑했다. 파하르간지의 역 건물은 모든 승객 등급에 대한 공통 시설을 제공한 인도 최초의 건물로, 통합된 출입구가 있다. 1970년대에 역이 수용 인원에 도달하면서 역과 철도 교통의 혼잡을 해소하기 위한 지속적인 노력이 이루어졌다.
1980년대에 이 역은 7개의 플랫폼으로 확장되었고, 1995년에는 10개로 늘어났으며, 2010년 재개발 과정에서는 결국 16개로 늘어났다. 재개발에는 아즈메리 게이트를 마주보고 있는 새로운 역 건물을 업그레이드하는 것도 포함되었다. 또한, 이 역은 뉴델리역을 통해 델리 지하철 네트워크와 통합되었다.
뉴델리역의 16개 플랫폼은 매일 이 역을 출발, 종착 또는 통과하는 250대 이상의 열차를 수용한다. 일일 승객 수와 처리되는 승객 수에 대한 추정치는 연구와 연중 시기에 따라 다르다. 평균적으로 이 역은 약 500,000명의 일일 승객을 경험하며, 이 수치는 축제 성수기에는 600,000명까지 증가할 수 있다.
1999년 이래로 이 역은 세계에서 가장 큰 노선 릴레이 연동 시스템이라는 기록을 보유하고 있다. 상업적 중요성에 따른 인도 철도역 분류에 따르면, 이 역은 이전에 A1 등급을 받았고 현재는 NSG-1(비교외 1등급) 역으로 분류된다.